# Громов Борис Всеволодович
Борис Всеволодович Громов (нар. 7 листопада 1943, місто Саратов, тепер Російська Федерація) — радянський воєначальник, російський військовий, державний та політичний діяч, Герой Радянського Союзу (03.03.1988), генерал-полковник (09.05.1989). Командувач військ Київського військового округу (1989—1990), 1-й заступник міністра внутрішніх справ СРСР (1990—1991), 1-й заступник головнокомандувача сухопутних військ СРСР (1991), заступник міністра оборони Російської Федерації (1992—1995). Член ЦК КПУ (червень 1990 — серпень 1991), член Політбюро ЦК КПУ (червень 1990 — серпень 1991). Народний депутат СРСР (1989—1991), депутат Державної думи Російської Федерації (1995—2000, 2013—2016), губернатор Московської області (2000—2012).

## Життєпис
Народився в родині військовослужбовця, який загинув на фронті в 1943 році.
Навчався в суворовських військових училищах у містах Саратові (в 1955—1960) та Калініні (в 1960—1962). З 1962 до 1965 року був курсантом Ленінградського загальновійськового командного училища імені С. М. Кірова, яке закінчив у 1965 році. Закінчив також Військову академію імені М. В. Фрунзе (1972), академічні курси Військової академії імені М. В. Фрунзе (1978) та Військову академію Генерального штабу Збройних Сил СРСР (1984).
У 1965—1969 року командував взводом, а потім ротою мотострілецької дивізії Прибалтійського військового округу в місті Калінінграді.
Член КПРС з 1966 року.
З 1969 по 1972 рік навчався у Військовій академії імені М. В. Фрунзе в Москві.
З 1972 року служив командиром 1-го мотострілецького батальйону 36-го мотострілецького полку, начальником штабу і командиром 428-го мотострілецького полку та начальником штабу 9-ї мотострілецької Краснодарської дивізії 12-го армійського корпусу Північно-Кавказького військового округу в місті Майкопі.
У листопаді 1980 — серпні 1982 року — командир 5-ї гвардійської мотострілецької дивізії 40-ї армії на території Афганістану.
З 1982 до 1984 року навчався у Військовій академії Генерального штабу Збройних Сил СРСР імені К. Є. Ворошилова.
У 1984—1985 роках — 1-й заступник командувача 38-ї армії Прикарпатського військового округу (місто Івано-Франківськ).
У березні 1985 — квітні 1986 року — представник Генерального штабу Збройних Сил СРСР в Афганістані.
У квітні 1986 — січні 1987 року — командувач 28-ї армії Білоруського військового округу.
У 1987—1989 роках — командувач 40-ї загальновійськової армії Червонопрапорного Туркестанського військового округу у складі обмеженого контингенту радянських військ у Демократичній Республіці Афганістан, очолював виведення радянських військ з Афганістану.
15 лютого 1989 — 1 грудня 1990 року — командувач військ Червонопрапорного Київського військового округу.
1 грудня 1990 — 5 вересня 1991 року — 1-й заступник міністра внутрішніх справ СРСР.
З 6 грудня 1991 року — 1-й заступник головнокомандувача Сухопутних військ СРСР.
16 червня 1992 — 13 лютого 1995 року — заступник Міністра оборони Російської Федерації. У серпні 1995 року призначений головним військовим експертом Міністерства закордонних справ Російської Федерації.
З 17 грудня 1995 року до 28 січня 2000 року та з 21 червня 2013 року до 5 жовтня 2016 року — депутат Державної думи Російської Федерації.
У 2000—2012 роках — губернатор Московської області.

## Санкції
15 січня 2023 року, на тлі вторгнення Росії в Україну, внесений до санкційних списків України, які передбачають блокування активів, повне припинення комерційних операцій, зупинку виконання економічних і фінансових зобов'язань.